# 林立果
林立果（りん りつか、拼音: Lín Lìgǔo、1945年12月23日 - 1971年9月13日）は、中華人民共和国の軍人。父は林彪、母は葉群、姉は林立衡。幼少の頃は、虎と呼ばれた。毛沢東暗殺計画（五七一工程紀要）を立案、事が露見すると、父母らと共にトライデント機で逃亡、モンゴル人民共和国ヘンテイ県ベルフ村南方付近で墜落死した（林彪事件）。

## 概要
林立果は北京大学物理学部に入学し、文化大革命時に中退し、1967年空軍に参加し空軍司令部弁公室秘書となり、その後すぐに中国共産党に加入した。1969年10月7日、呉法憲は林彪の示唆を受け、林立果を空軍司令部弁公室副主任兼作戦部副部長に任命した。当時の人は林立果を「一年で兵、二年で党、三年で副部長、四年で上皇になる」と呼んでいた。空四軍政治委員の王維国は林立果を「天才｣とおだて上げた。
1970年頃から毛と林彪との間に亀裂が生じ、毛は林彪一派を粛正する動きを見せるようになる。これに危機感を覚えた林彪の指揮の下、林立果は1970年10月に秘密組織「連合艦隊｣を結成し、1971年3月22日に毛沢東暗殺及び武装蜂起計画を策定したとされる（五七一工程紀要、五七一は武起義、武装蜂起と同じ発音）。「連合艦隊」と名づけた理由は日本映画『連合艦隊司令長官 山本五十六』『あゝ海軍』を観て感動したためである。
程なく、林立果の為に林彪夫婦は嫁を選ぶこと（「選妃」）を進め南京軍区前歌舞団の舞踏俳優、張寧を婚約者とした。なお、中国共産党の公式見解では五七一工程紀要は林彪が主導して発案されたとしているが、呉法憲、邱会作ら林彪派将軍は林彪の主導を強く疑っており、息子である林立果や妻の葉群の主導を疑う意見も存在する。
毛は同年８月から９月にかけて中国南部での視察を行い、そこで林彪一派をさらに厳しく非難したため、林彪は９月５日に毛が乗車している専用列車を爆破する暗殺計画を実行しようとしたが事前に情報は漏れており、毛の専用列車は林彪が事前に把握していたルートを通らず北京へと戻ったため暗殺計画は未遂に終わり、五七一工程紀要は失敗に終わった（林彪の娘である林立衡が周恩来総理に計画を密告したとの説がある）。
９月13日、暗殺計画が失敗に終わったことを知った林彪夫婦、林立果ら９人はトライデント256号機で河北省北戴河の山海関空港より逃亡したが、モンゴル人民共和国ヘンテイ県イデルメグ村（モンゴル国ヘンテイ県ベルフ市の南方10キロ付近）で墜落死した。

## その他
- 林立果の「選妃」の際、婚約者に選ばれた張寧は1997年に『塵劫（尘劫）』を出版した。
- 夏之炎の『虹の彼方に消ゆ—小説・林彪事件』（文藝春秋,1979年）は林立果を主人公にしている。